# 伊基克灣
62°29′04.5″S 59°40′05″W / 62.484583°S 59.66806°W
伊基克灣（Iquique Cove），是南極洲的海灣，位於南設得蘭群島的格林尼治島，處於阿什角西南面1.64公里和費雷爾角東北面2.58公里的發現號灣東岸，長0.7公里、寬0.4公里，現時由南極條約體系管理。